# Metaphrynella sundana
Metaphrynella sundana es una especie de anfibio de la familia Microhylidae.

## Distribución geográfica
Es endémica de la isla de Borneo (Brunéi, Indonesia y Malasia).

## Estado de conservación
Se encuentra amenazada por la pérdida de su hábitat natural.